# Willis (Familienname)
Willis ist ein Familienname.

## Namensträger

### A
- Adam Willis (Fußballspieler) (Adam Peter Willis, * 1976), englischer Fußballspieler
- Adam Willis (Szenenbildner), US-amerikanischer Szenenbildner
- Albert S. Willis (1843–1897), US-amerikanischer Politiker
- Alicia Leigh Willis (* 1978), US-amerikanische Schauspielerin
- Allee Willis (1947–2019), US-amerikanische Songwriterin
- Anthony Willis (* 1960), britischer Boxer
- Arthur Willis (1920–1987), englischer Fußballspieler
- Austin Willis (1917–2004), kanadischer Schauspieler

### B
- Bailey Willis (1857–1949), US-amerikanischer Geologe
- Benita Willis (* 1979), australische Langstreckenläuferin
- Benjamin A. Willis (1840–1886), US-amerikanischer Politiker
- Beverly Willis (1928–2023), US-amerikanische Architektin
- Bill Willis (Footballspieler) (1921–2007), US-amerikanischer American-Football-Spieler und -Trainer
- Bill Willis (Musiker), US-amerikanischer Musiker
- Bob Willis (1949–2019), englischer Cricketspieler
- Bruce Willis (* 1955), US-amerikanischer Schauspieler

### C
- Catherine Willis (Bowlingspielerin), kanadische Bowlingspielerin
- Catherine Willis Gray (Catherine Daingerfield Willis Gray Murat; 1803–1867), US-amerikanische Naturschützerin
- Charles Willis (1916–2006), britischer Offizier der Luftstreitkräfte des Vereinigten Königreichs
- Charles Ray Clayton Willis (1917–1976), US-amerikanischer Country-Musiker, siehe The Willis Brothers
- Chavany Willis (Chavany Shaunjay Willis, * 1997), jamaikanischer Fußballspieler
- Chick Willis († 2013), US-amerikanischer Bluesmusiker
- Chris Willis (* 1969), US-amerikanischer Sänger, Songwriter und Musikproduzent
- Christopher Keith Willis (* 1964), südafrikanischer Entomologe und Naturschützer
- Chuck Willis (1928–1958), US-amerikanischer Blues- und Rhythm-and-Blues-Sänger
- Connie Willis (* 1945), US-amerikanische Science-Fiction-Autorin

### D
- Dave Willis (* 1970), US-amerikanischer Synchronsprecher und Fernsehproduzent
- Deborah Willis (* 1948), US-amerikanische Fotohistorikerin, Ausstellungskuratorin und Publizistin
- Derek Willis (* 1995), US-amerikanischer Basketballspieler
- Dixie Willis (* 1941), australische Leichtathletin
- Don Willis (1933–2006), US-amerikanischer Rockabilly-Musiker

### E
- Edwin B. Willis (1893–1963), US-amerikanischer Szenenbildner
- Edwin E. Willis (1904–1972), US-amerikanischer Politiker
- Edwin O’Neill Willis (1935–2015), US-amerikanischer Ornithologe
- Ellen Willis (Ellen Jane Willis; 1941–2006), US-amerikanische Journalistin und Frauenrechtlerin
- Emily Willis (* 1998), US-amerikanische Pornodarstellerin
- Emma Willis (Moderatorin) (* 1976), britische Fernsehmoderatorin
- Emma Heming-Willis (* 1978), britisch-maltesisches Model
- Eric Willis (1922–1999), australischer Politiker
- Errick Willis (1896–1967), kanadischer Politiker und Curler

### F
- Falk Willis (* 1970), deutscher Jazzmusiker
- Frances E. Willis (1899–1983), US-amerikanische Diplomatin
- Francis Willis (Mediziner) (1718–1807), britischer Mediziner und Geistlicher
- Francis Willis (Politiker) (1745–1829), US-amerikanischer Politiker
- Frank Willis (Radierer) (1865–1932), britischer Radierer
- Frank B. Willis (Vizegouverneur) (1844–1914), US-amerikanischer Politiker
- Frank B. Willis (1871–1928), US-amerikanischer Politiker
- Fred. C. Willis (1883–1967), deutscher Kunsthistoriker und Journalist

### G
- Gary Willis (* 1957), US-amerikanischer E-Bassist und Komponist
- Geoff Willis (* 1959), britischer Fahrzeugdesigner
- George Willis (Fußballspieler, 1885) (1885–1925), irischer Fußballspieler
- George Willis (Politiker) (1903–1987), schottischer Politiker
- George Willis (Fußballspieler, 1926) (1926–2011), englischer Fußballspieler
- George Willis (Fußballspieler, 1933) (1933–2002), englischer Fußballspieler
- George Harry Smith Willis (1823–1900), britischer General
- George Rodney Willis (1879–1960), US-amerikanischer Architekt
- Gordon Willis (1931–2014), US-amerikanischer Kameramann

### H
- Hal Willis (1933–2015), kanadischer Country- und Rockabilly-Sänger und Songwriter
- Henry Willis (1821–1901), englischer Orgelbauer

### I
- Ike Willis (* 1955), US-amerikanischer Sänger, Gitarrist und Produzent

### J
- Jack Willis (* 1920), US-amerikanischer Jazzmusiker

- James Legge Willis (1761–1817), Generalkonsul in Senegambien
- James Hamlyn Willis (1910–1995), australischer Botaniker
- James Willis (1925–2014), australischer Altphilologe britischer Herkunft

- James U. Willis (1915–1981), US-amerikanischer Country-Musiker, siehe The Willis Brothers
- Jerome Willis (1928–2014), britischer Schauspieler
- Joe Willis (Baseballspieler) (1890–1966), US-amerikanischer Baseballspieler
- Joe Willis (Fußballspieler, 1896) (Joseph Dawson Willis; 1896–1953), schottischer Fußballspieler
- Joe Willis (Fußballspieler, 1988) (* 1988), US-amerikanischer Fußballspieler
- John Willis (Stenograf) (1575–1625), englischer Pfarrer und Stenograf
- John Willis (Offizier) (1937–2008), britischer Air Chief Marshal
- John Christopher Willis (1868–1958), britischer Botaniker
- John E. Willis (1901–1979), US-amerikanischer Astronom
- John R. Willis (John Raymond Willis; * 1940), britischer Ingenieurwissenschaftler und Mathematiker
- John Victor Willis (1922–1995), US-amerikanischer Country-Musiker, siehe The Willis Brothers
- Jonathan S. Willis (1830–1903), US-amerikanischer Politiker
- Jordan Willis (Eishockeyspieler) (* 1975), kanadischer Eishockeytorwart
- Jordan Willis (Fußballspieler) (Jordan Kenneth Willis; * 1994), englischer Fußballspieler
- Jordan Willis (Footballspieler) (Jordan Johnathan Willis; * 1995), US-amerikanischer American-Football-Spieler
- Joseph Ernest Willis (1912–1977), US-amerikanischer Country-Musiker, siehe The Willis Brothers

### K
- Kailey Willis (* 2003), maltesische Fußballspielerin
- Katie Willis (* 1991), kanadische Skispringerin
- Kelly Willis (* 1968), US-amerikanische Musikerin
- Kevin Willis (* 1962), US-amerikanischer Basketballspieler
- Khari Willis (* 1996), US-amerikanischer Footballspieler

### L
- Larry Willis (1942–2019), US-amerikanischer Jazzmusiker, Arrangeur und Komponist
- Lisa Willis (* 1984), US-amerikanische Basketballspielerin

### M
- Malik Willis (* 1999), US-amerikanischer American-Football-Spieler
- Marcus Willis (* 1990), britischer Tennisspieler
- Mary Willis (1942–2023), Geburtsname von Mary Willis Walker, US-amerikanische Kriminalautorin
- Matt Willis (* 1983), britischer Sänger und Songwriter
- Mike Willis (* 1955), australischer Sprinter

### N
- Nathaniel Parker Willis (1806–1867), US-amerikanischer Schriftsteller
- Nick Willis (* 1983), neuseeländischer Leichtathlet
- Nicola Willis (Politikerin) (* 1981), neuseeländische Politikerin
- Nicola Willis (Turnerin) (* 1985), britische Turnerin
- Norman Willis († 2014), britischer Gewerkschafter

### O
- Olive Willis (1877–1964), englische Pädagogin und Schulleiterin

### P
- Patrick Willis (* 1985), US-amerikanischer Footballspieler
- Paul Willis (* 1945), britischer Kultursoziologe und Volkskundler
- Pete Willis (* 1960), US-amerikanischer Rockgitarrist
- Phil Willis, Baron Willis of Knaresborough (* 1941), britischer Lehrer, Politiker und Mitglied des House of Lords

### R
- Rachel Willis-Sørensen (* 1984), US-amerikanische Sopranistin
- Ralph Willis (* 1938), australischer Politiker
- Raquel Willis, afroamerikanische Schriftstellerin, Redakteurin und Aktivistin für Transgender-Rechte
- Ray Willis (* 1982), US-amerikanischer Footballspieler
- Raymond E. Willis (1875–1956), US-amerikanischer Politiker
- Rex Willis (1924–2000), walisischer Rugbyspieler
- Richard Willis (Bischof) (1664–1734), englischer Bischof
- Richard Gardiner Willis (1865–1929), kanadischer Politiker
- Robert Willis (1800–1875), englischer Ingenieur
- Royce Willis (* 1975), neuseeländischer Rugby-Union-Spieler
- Rumer Willis (* 1988), US-amerikanische Schauspielerin
- Rupert Allan Willis (1898–1980), australischer Pathologe
- Ruth Willis (1898–1962), US-amerikanische Blues-Sängerin

### S
- Samantha Willis, englische Squashspielerin
- Sarah Willis (Autorin) (* 1954), US-amerikanische Schriftstellerin
- Sarah Willis (Hornistin) (* 1968), britische Hornistin
- Shane Willis (* 1977), kanadischer Eishockeyspieler
- Sidney Willis, britischer Schwimmer
- Simeon S. Willis (1879–1965), US-amerikanischer Politiker

### T
- Tayleb Willis (* 2003), australischer Hürdenläufer
- Ted Willis, Baron Willis (1918–1992), britischer Drehbuchautor und Mitglied des House of Lords
- Thomas Willis (1621–1675), englischer Arzt und Wissenschaftler
- Thomas Willis (Fußballspieler), englischer Fußballspieler
- Tom Willis (Fußballspieler) (* 1983), australischer Fußballspieler
- Tom Willis (Rugbyspieler, 1979) (* 1979), neuseeländischer Rugby-Union-Spieler
- Tom Willis (Rugbyspieler, 1999) (* 1999), englischer Rugby-Union-Spieler

### V
- Vic Willis (1876–1947), US-amerikanischer Baseballspieler
- Victor Willis (* 1951), US-amerikanischer Musiker

### W
- Wesley Willis (1963–2003), US-amerikanischer Musiker
- William Willis (Mediziner) (1837–1894), englischer Arzt
- William Willis (Erfinder) (1841–1923), britischer Erfinder
- William H. Willis (1916–2000), US-amerikanischer Papyrologe
- William J. Willis (1932–2012), US-amerikanischer Physiker
- William Karnet Willis (1921–2007), US-amerikanischer American-Football-Spieler und -Trainer, siehe Bill Willis (Footballspieler)

### Y
- Yoshika Oniki-Willis (* 1940), brasilianische Entomologin und Ornithologin